# بوبان ماركوفيتش
بوبان ماركوفيتش (بالصربية: Бобан Марковић)‏ هو بواق صربي، ولد في 6 مايو 1964 في فلاديتشين هان في صربيا.

## وصلات خارجية
- الموقع الرسمي
- بوبان ماركوفيتش على موقع IMDb (الإنجليزية)
- بوبان ماركوفيتش على موقع ميوزك برينز (الإنجليزية)
- بوبان ماركوفيتش على موقع أول ميوزيك (الإنجليزية)
- بوبان ماركوفيتش على موقع ديسكوغز (الإنجليزية)
- بوبان ماركوفيتش على موقع قاعدة بيانات الفيلم (الإنجليزية)